# STS-32
是历史上第三十三次航天飞机任务，也是哥伦比亚号航天飞机的第九次太空飞行。

## 任务成员
- 丹尼尔·布兰登斯坦（Daniel Brandenstein，曾执行、以及任务），指令长
- 吉姆·威瑟比（Jim Wetherbee，曾执行、以及任务），飞行员
- 波妮·唐巴尔（Bonnie J. Dunbar，曾执行、以及任务），任务专家
- 大卫·洛（David Low，曾执行、以及任务），任务专家
- 玛莎·埃文斯（Marsha Ivins，曾执行、以及任务），任务专家